# Villegenon
Villegenon é uma comuna francesa na região administrativa do Centro, no departamento Cher. Estende-se por uma área de 32,5 km². Em 2010 a comuna tinha 220 habitantes (densidade: 6,8 hab./km²).